# Maledizione

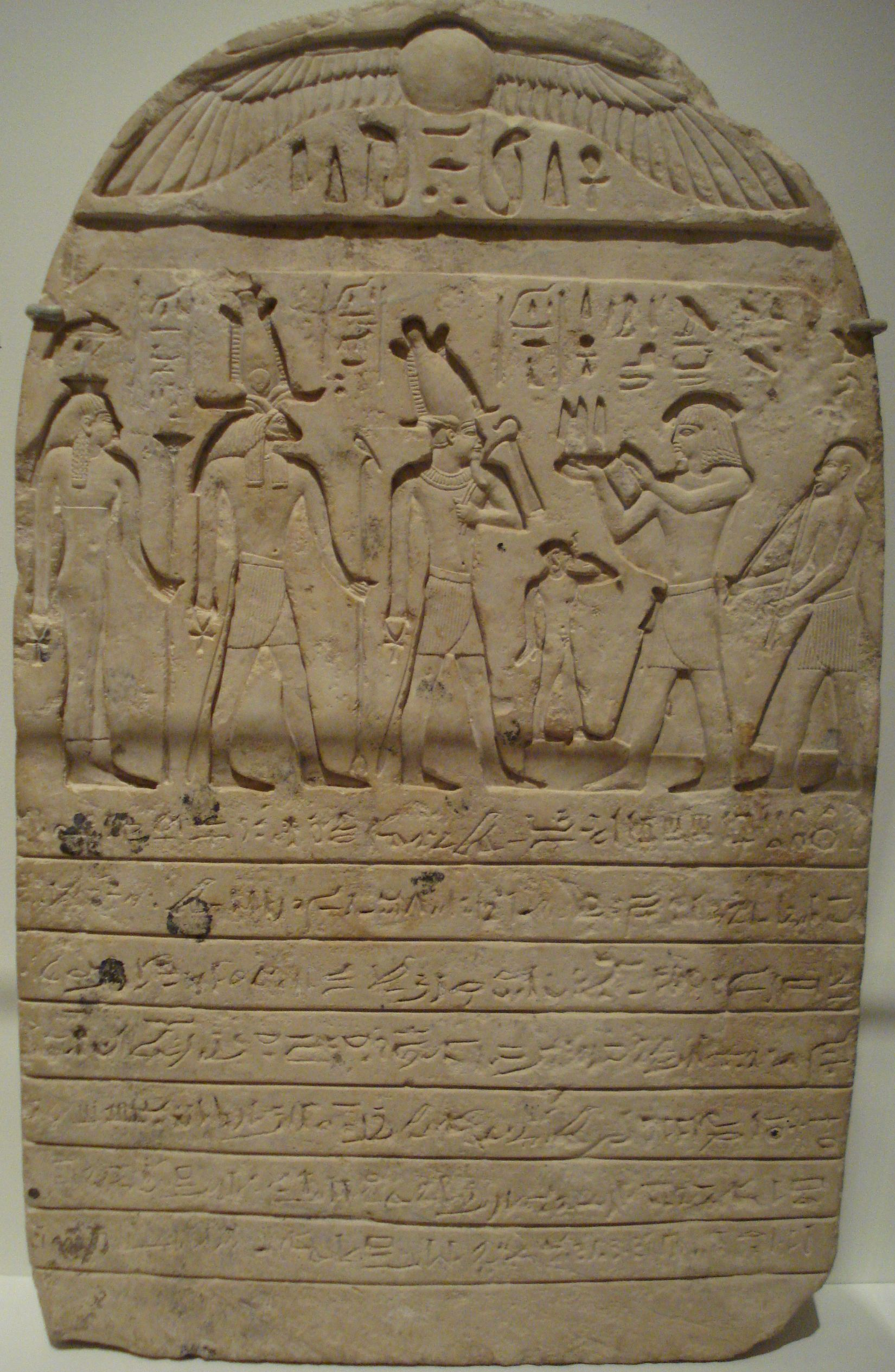
Stele proveniente da Mendes del Terzo periodo intermedio della XXII dinastia egizia. L'iscrizione celebra la donazione di un terreno a un tempio egizio, maledicendo chiunque abusi o si appropri delle terre.

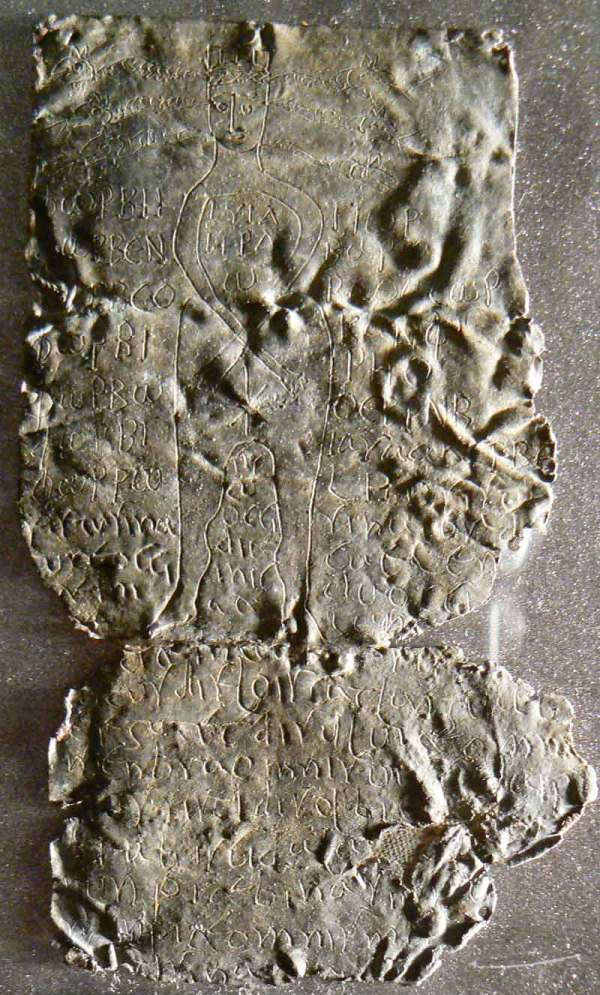
Defixionum tabellae con maledizione risalente al tardo Impero Romano conservata al Museo civico archeologico di Bologna.

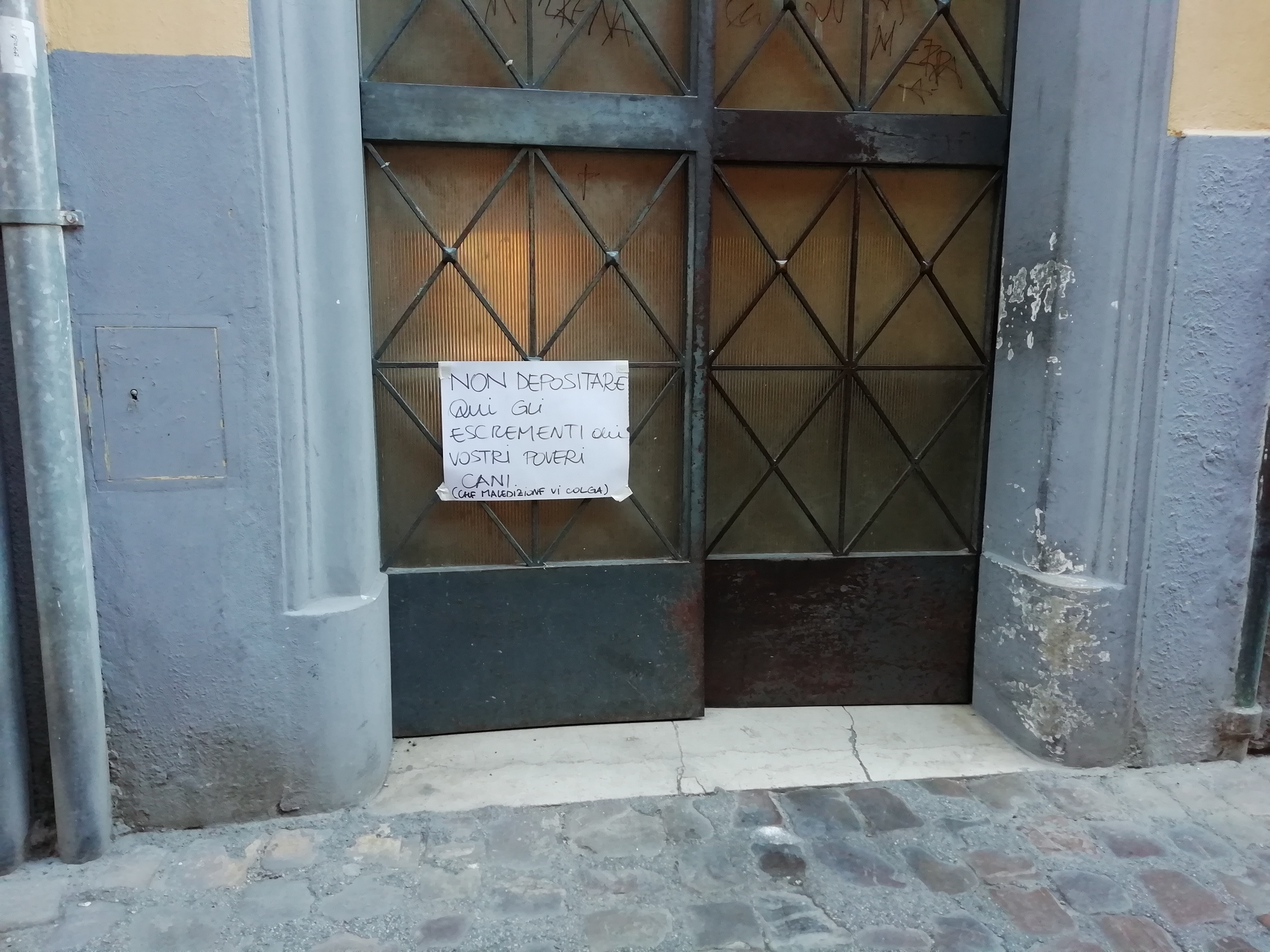
Messaggio semi-serio con maledizione lasciato da un condomino a un passante che, presumibilmente con regolarità, lascia gli escrementi del proprio cane nei pressi del portone senza raccoglierli.

Una maledizione è una condanna spirituale a subire sfortuna o conseguenze nefaste, dovute a un cattivo augurio o all'intervento di un qualche tipo di potere soprannaturale malvagio, come ad esempio un demone, un elemento della natura o uno spirito.
L'effetto negativo che si intende arrecare con una maledizione può avere varie gradazioni, dall'infliggere dolore fino a provocare la morte di colui che la riceve. Le maledizioni possono anche mirare ad avere effetti molto complessi o specifici, come ad esempio quello di non far rivedere la persona amata, o di rendere sterili, somigliando così a rituali di magia nera. 
Le maledizioni possono essere legate a specifici oggetti o condizioni. In alcune tradizioni si ritiene che alcuni oggetti o simboli portino sfortuna ai loro proprietari e perciò si dicono "maledetti". Nel mondo moderno numerose leggende urbane sono basate su tali maledizioni.
Il termine opposto è benedizione.

## Nella Bibbia
Nella Bibbia sono riportate diverse maledizioni. La prima è nel libro della Genesi rivolta da Dio al serpente:

## Nell'antica Roma
Nell'antica Roma veniva praticata una forma rituale di maledizione nota sotto il nome di defissione. Consisteva nello scrivere su una lamina di piombo il nome della persona da maledire e la disgrazia che gli si voleva augurare. La lamina veniva poi arrotolata, chiusa con un chiodo e sotterrata. 

## Nel folclore
Nel folclore popolare italiano le maledizioni assumono vari nomi specifici come malocchio e fattura.

## Leggende contemporanee negli Stati Uniti
La leggenda della "Maledizione dell'anno zero" fu famosa per essere stata indicata come la causa di morte dei Presidenti degli Stati Uniti eletti negli anni divisibili per 20, a partire dal 1840. Tale maledizione non sarebbe comunque più valida, dal momento che Ronald Reagan (eletto nel 1980) è sopravvissuto ad un tentativo di assassinio e George W. Bush (eletto nel 2000) è sopravvissuto a otto anni di presidenza. Altra popolare leggenda legata ai presidenti USA è la Maledizione dei Kennedy.

## Leggende contemporanee su maledizioni sportive
Il termine maledizione viene talvolta associato ad eventi o compagini sportive quando la sfortuna sembra accanirsi in maniera particolare. Molto nota è stata la cosiddetta Maledizione del Bambino che ha colpito la squadra di baseball Boston Red Sox quando, dopo l'abbandono di Babe Ruth, non sono più riusciti a vincere il massimo titolo, le World Series, dal 1919 fino al 2004.
In Irlanda una maledizione è associata al Mayo, una delle contee che partecipa all'All-Ireland Senior Football Championship e che non solo non vince un titolo dal 1951 ma che ha anche perso tutte le ultime sette finali che ha disputato (prima nel 1989). Molti tifosi di Mayo sono convinti che la sfortuna che ha colpito la squadra, non solo a livello di finali perse ma anche di una serie di eventi negativi occorsi nelle semifinali siano dovuti alla "Maledizione del 51" in inglese "The curse of '51". Dopo avere vinto l'ultimo All-Ireland, nel 1951 appunto, durante il viaggio di ritorno verso la contea, la squadra una volta arrivata a Foxford non mostrò rispetto per un funerale che si stava tenendo sul posto. Il prete andò su tutte le furie e scagliò la maledizione, secondo la quale finché almeno un giocatore di quella formazione fosse rimasto in vita, Mayo non avrebbe più vinto l'All-Ireland.
Celebre è anche la maledizione scagliata dall'allenatore ungherese Béla Guttmann ai danni della squadra di calcio portoghese del Benfica. Il primo maggio del lontano 1962, dopo essersi infatti lasciato malamente con la società affermò che il Benfica non avrebbe più conquistato una coppa internazionale per 100 anni. Ne sono passati 61 da allora e i portoghesi hanno perso ben otto finali senza più riuscire ad alzare al cielo nessun trofeo europeo segno che la presunta maledizione sia tuttora in corso.
A Siena si racconta e si raccontava anche in tempi non sospetti di una maledizione scagliata da una vecchia, chi dice una strega, della contrada dell'Oca contro la contrada della Torre. Nel 1961 alcuni contradaioli della Torre, dopo la vittoria del Palio, spennarono vive e buttarono nelle vie della contrada rivale (Oca) 40 oche destando il disgusto della fattucchiera che li maledisse e profetizzò che non avrebbero più vinto un Palio per 40 anni. La Torre dal 1961 ha rivinto il Palio nel 2005, dopo 44 anni.

## La Maledizione del 27
La maledizione del 27 è la convinzione che il 27 sia un numero sfortunato a causa del numero di artisti che sono morti a quell'età. Ad esempio Robert Johnson, Jim Morrison, Brian Jones, Jimi Hendrix, Pigpen McKernan, Janis Joplin, Jonathan Brandis, Kurt Cobain e Amy Winehouse sarebbero stati colpiti dalla Maledizione del 27.

## Maledizioni nella narrativa e negli altri media
L'utilizzo delle maledizioni nelle opere di fantasia è un elemento molto comune, specialmente nel genere fantasy.
Tra gli innumerevoli esempi, nel film Ladyhawke una maledizione impedisce ai due protagonisti di incontrarsi in forma umana; nel romanzo L'ombra della maledizione di Lois McMaster Bujold, una maledizione grava sull'intera famiglia reale portando ai suoi componenti innumerevole effetti negativi.
Nel telefilm "C'era una volta" una maledizione porta i personaggi delle favole nel nostro mondo.